# Svend Blach
Niels Svend Blach (Copenhaguen, 6 de desembre de 1893 - Copenhaguen, 10 de desembre de 1979) va ser un jugador d'hoquei sobre herba danès que va competir a començaments del segle xx. Era germà dels també esportistes olímpics Arne i Ejvind Blach, i oncle de Preben Blach.
El 1920 va prendre part en els Jocs Olímpics d'Anvers, on va guanyar la medalla de plata com a membre de l'equip danès en la competició d'hoquei sobre herba.